# Nature Medicine
Nature Medicine — медицинский научный журнал, издаваемый Nature Publishing Group с 1995 года.
В 2009 году журнал обладал импакт-фактором 27,136.

## О журнале
Журнал публикует статьи, посвящённые последним достижениям в области биомедицины. Основные направления исследований, представленные в журнале, включают в себя:
- Раковая биология
- Сердечно-сосудистые исследования
- Генная терапия
- Иммунология
- Разработка вакцин
- Нейронауки